# Zwischen Pankow und Zehlendorf
Zwischen Pankow und Zehlendorf ist eine deutsche Literaturverfilmung von Horst Seemann aus dem Jahr 1991. Sie beruht auf dem Roman Wenn ich kein Vogel wär von Rita Kuczynski, die auch am Drehbuch beteiligt war.

## Handlung
Berlin im Jahr 1953: Mutter Isolde hat sich mit ihren Töchtern Gies und der elfjährigen Susanne ihr Leben in Pankow eingerichtet. Vater Emil gilt als verschollen. Die beste Freundin der musikbegeisterten Susanne ist Großmutter Nora Permont, eine bekannte Sängerin, die den Krieg über in Amerika lebte und nun ein weitläufiges Anwesen in Zehlendorf bewohnt. Nora ist die größte Förderin der begabten Susanne, die seit Jahren Klavier spielt und als großes Talent bereits Preise gewonnen hat. Regelmäßig verbringt Susanne ihre Zeit bei Nora, wo sie in Ruhe Klavier üben kann.
Eines Tages kehrt Emil nach Hause zurück. Er war die letzten Jahre in Kriegsgefangenschaft und ist auch psychisch vom Krieg gezeichnet. Er glaubt, dass ein neuer Krieg bevorsteht, und will seine Familie auf diese neue Zeit des Kampfes vorbereiten. Ihre freie Zeit müssen Mutter und Kinder mit ihm durch unwegsames Gelände ziehen, auf Befehl Schutz suchen oder sich vor imaginären Tieffliegern retten. Bald beginnen sie zu rebellieren. Emil beginnt zu trinken und verprügelt seine Frau, als sie am Wochenende zu spät von der Arbeit kommt. Die Kinder fliehen entsetzt zur Großmutter. Nora stellt Emil am nächsten Tag zur Rede, doch hat er sich bereits bei Isolde entschuldigt. Als Nora ihm anbietet, dass er mit Isolde auf ihre Kosten eine Erholungsreise in den Süden antreten könnte, weist er sie aus dem Haus. Er will nicht auf ihr Geld angewiesen sein.
In der Folgezeit drillt er seine Kinder weiter. Vor allem die künstlerisch begabte Susanne ist in seinen Augen verweichlicht und wird von ihm deswegen beschimpft. In der Schule fordert ein Mitschüler der Parallelklasse sie und ihre Klassenkameraden auf, einen Frosch an eine Wand zu werfen, was der Klasse die Fensterplätze bei der nächsten Klassenfahrt sichern würde. Niemand traut sich und der Junge verhöhnt die Schüler. Susanne nimmt sich schließlich den Frosch und wirft ihn an die Mauer. Sie wird zur Schulleiterin zitiert und erhält einen Tadel. Emil empört sich darüber, während Isolde den Fehler bei sich sucht. Als aktiv am Wiederaufbau beteiligte Frau hat sie zu wenig Zeit für ihr Kind und auch Emil, der sich Geld mit der Organisation von Frischfisch für Berlin verdient, ist kaum zu Hause. Susanne sei daher viel zu viel bei ihrer Großmutter. Die Schulleiterin merkt an, dass der Westeinfluss auf das Kind schädlich sei und Isolde stimmt zu.
Wenig später wird Susanne als eines von zwei Kindern in die Meisterklasse der Musikschule in Zehlendorf aufgenommen. Isolde erscheint zur Feier und kündigt an, dass Susanne nicht mehr zur Großmutter kommen werde. Sie werde, wenn überhaupt, eine Musikschule im Ostsektor besuchen. Zu Hause ist Susanne nun das Klavierspielen verboten, sobald Emil zu Hause ist. Am „Verbot der Töne“ verzweifelt das sensible Mädchen und malt sich aus, dass sie im Gefängnis Ruhe hätte, um zu spielen. Sie stiehlt wahllos Spielzeug und Puppen und hofft, ins Gefängnis zu kommen. Stattdessen muss sie mit ihrer Mutter auf das Jugendamt. Susanne erzählt der Betreuerin, dass das Verbot zu spielen ihr jeden Lebenssinn genommen habe. Auch Nora gehörte für sie zu den Stücken, die sie spielte. Selbst wenn sie Klavier spielt, klingen die Töne nicht mehr, seit Emil im Haus ist. Isolde hat das Gespräch an der Tür mitverfolgt und erlaubt Susanne nun wieder den Kontakt zu Nora.
In seiner Stammkneipe diskutiert Emil mögliche illegale Wege, um an Fisch zu kommen. Es gehen Gerüchte herum, dass so ganze Ladungen Waren verschwunden sind. Als er nach Hause kommt, reicht ihm Isolde einen Zettel. Zwei Männer hätten ihn aufgesucht, um ihn zu sprechen. Sie trugen Ledermäntel. Emil packt seine Sachen und flieht, ist er doch in illegale Geschäfte verwickelt und fürchtet seine Verhaftung. Aus Westdeutschland schreibt Emil ab und zu Briefe an seine Frau, aber nicht an die Kinder.
Als Susanne wenig später zur Schule kommt, herrscht dort große Trauer. Stalin ist tot und Susanne wird gebeten, auf der Trauerfeier Klavier zu spielen. Aus dem Westen werden Blumen für die Feier organisiert. Nach der Veranstaltung nimmt Susanne ihr Pioniertuch ab. Während andere Kinder über ein mit Kreide aufgezeichnetes Hüpffeld gehen, beginnt Susanne, die Felder der Nummerierung nach abzuspringen.

## Produktion
Zwischen Pankow und Zehlendorf wurde von September bis November 1990 gedreht. Die Kostüme stammen von Günter Heidemann, die Filmbauten schuf Dieter Adam. Der Film erlebte am 4. Dezember 1991 im Berliner Tivoli seine Premiere und wurde von der Kritik verrissen. Es war die letzte Regiearbeit Horst Seemanns. Im Oktober 2007 erschien Zwischen Pankow und Zehlendorf im Rahmen der Reihe Zwischen den Zeiten – Filme aus der Wende bei Icestorm auf DVD.

## Kritik
Für den film-dienst war Zwischen Pankow und Zehlendorf ein „schwülstiger, klischeebelasteter und langatmiger Film, der auf Kosten seiner Glaubwürdigkeit Geschichtslektionen erteilen will, wobei die kleine Alltagsgeschichte unter die Räder kommt.“ Die Weltbühne kritisierte den „naive[n] Blick auf Ost und West, die klischierten, holzschnittartigen Figuren, die phrasenhaften Dialoge“. „Zu schwülstig und langatmig inszeniert“, befand Cinema.
Andere Kritiker titelten „Defa ’91 liefert Klischees vom Kalten Krieg“ und nannten den Film „eine von hinten bis vorn verkorkste Geschichte“.